# Hyundai Venue
Le Hyundai Venue est un modèle de SUV citadin à cinq portes fabriqué par le constructeur sud-coréen Hyundai et dérivé de la plate-forme de sa voiture sous-compacte Accent. Le Venue a fait ses débuts au Salon international de l'auto de New York 2019. Le Venue s'inscrit sous la Hyundai Kona dans la gamme internationale de Hyundai et sous le Hyundai Creta en Inde et sur d'autres marchés où le Creta est vendue.

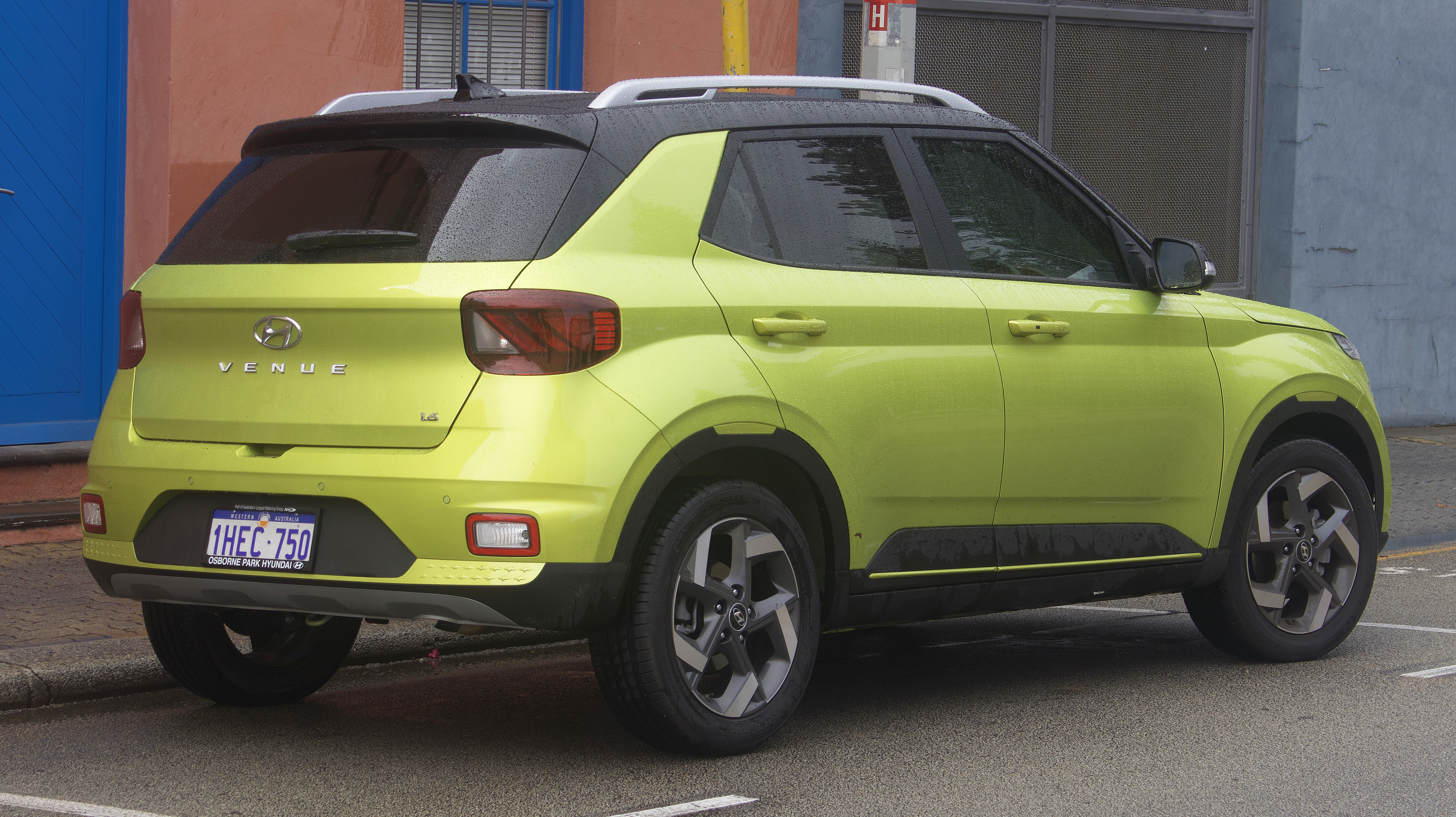
Hyundai Venue

Le Venue de fabrication indienne est codé en interne comme QXI, tandis que le Venue de fabrication coréenne est codé QX0.

## Ventes
| Année | Inde   | États-Unis |
| ----- | ------ | ---------- |
| 2019  | 70 443 | 1 077      |